# 峰岸由香里
峰岸 由香里（みねぎし ゆかり、1984年1月21日 - ）は、日本の女性声優、ナレーター。

## 来歴
新潟県出身。以前はメディアフォース、ベストポジションに所属していた。

## 人物
趣味はカラオケ、洋服のデザイン、黒猫グッズ集め、プラネタリウム。特技は洋裁、キャラ弁作り、絵を描くこと。
資格はサービス接遇実務検定3級、ビジネス文書技能検定3級、日本コミュニケーション能力試験3級、EXCEL表計算処理技能認定試験3級。

## 出演
太字はメインキャラクター。

### テレビアニメ
2006年
- 爆球Hit! クラッシュビーダマン（月野秋子）
- パタリロ西遊記!

2007年
- ロビーとケロビー（ヒヨコ）

2010年
- FORTUNE ARTERIAL 赤い約束（東儀白）
- ヨスガノソラ（倉永梢）

2011年
- 快盗天使ツインエンジェル〜キュンキュン☆ときめきパラダイス!!〜（新聞やよい）

### 劇場アニメ
- 鉄コン筋クリート（2006年）

### OVA
- 快盗天使ツインエンジェル（2008年、新聞やよい）

### ゲーム
- 快盗天使ツインエンジェル〜時とセカイの迷宮〜（2011年、新聞やよい）
- 不思議の幻想郷TOD-RELOADED（2016年、フランドール・スカーレット）
- 不思議の幻想郷 -ロータスラビリンス-（2019年、フランドール・スカーレット 他[9]）
- D.C.III P.S. ～ダ・カーポIII プラスストーリー～（2023年、美琴[10]）

### ドラマCD
- アイドルマスターScene.01萩原雪歩&菊地真編
- 君と僕。
- 恋の夢さわぎ（女生徒C）
- switch~スイッチ vol.3 mp編（女生徒C）
- ドアをノックするのは誰?（小橋美桜）
- みかにハラスメント（園児2）
- ヤンデレ彼女（女子生徒C）

### パチスロ
- 快盗天使ツインエンジェル（新聞やよい）
- 快盗天使ツインエンジェル2（新聞やよい）